# Andrew Lewis (Marineoffizier)
Sir Andrew Mackenzie Lewis, KCB, KStJ (* 24. Januar 1918 in Gilston, Hertfordshire, England; † 8. November 1993 in Finchingfield, Essex, England) war ein britischer Seeoffizier und zuletzt Admiral, der unter anderem zwischen 1970 und 1971 Zweiter Seelord sowie von 1972 bis 1974 Oberkommandierender des Marineheimatkommandos (Commander-in-Chief, Naval Home Command) war. Er fungierte ferner zwischen 1978 und 1992 als Lord Lieutenant und Custos Rotulorum der Grafschaft Essex.

## Leben

### Ausbildung zum Seeoffizier, Zweiter Weltkrieg und Nachkriegszeit

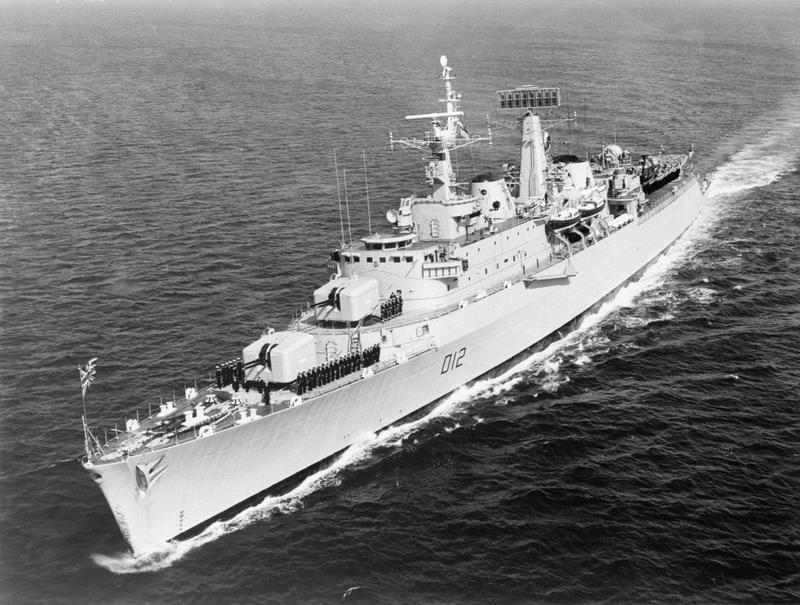
Kapitän zur See Andrew Lewis war zwischen Mai 1964 und Juni 1965 Kommandant (Commanding Officer) des im August 1963 in Dienst gestellten Lenkwaffenzerstörers HMS Kent

Andrew Mackenzie Lewis, Sohn des Geistlichen Reverend Cyril Lewis, begann nach dem Besuch des Haileybury and Imperial Service College als Seekadett eine Ausbildung zum Seeoffizier und wurde am 20. Juni 1939 an Bord des Zerstörers Ashanti, wo er bei Ausbruch des Zweiten Weltkrieges am 1. September 1939 zum Kapitänleutnant (Lieutenant) befördert wurde. Am 1. Januar 1941 wurde er zum Zerstörer Castleton sowie am 30. Dezember 1941 zum Zerstörer Boadicea versetzt, ehe er zwischen Februar und Juni 1943 einen Lehrgang für Geschützoffiere an der Marineartillerieschule (HMS Excellent Gunnery School) in Portsmouth besuchte. Im Anschluss verblieb er vom 10. September 1943 bis zum 15. Februar 1944 im Stab der HMS Excellent Gunnery School und war daraufhin vom 15. Februar 1944 bis Mai 1945 Geschützoffizier auf dem Schlachtschiff Howe, wo er am 1. November 1944 den kommissarischen Rang eines Korvettenkapitäns (Acting Lieutenant Commander) erhielt. Er fungierte zwischen Mai und Juli 1945 kurzzeitig als Flugabwehroffizer im Personaldepot auf dem Stützpunkt HMS Golden Hind im australischen Sydney und war nach Kriegsende vom 27. Dezember 1945 bis April 1946 in der Admiralität (Admiralty), der sogenannten HMS President als Assistent des Leiters der Marineartillerie-Abteilung tätig war.
In der Nachkriegszeit fand Lewis zahlreiche Verwendungen als Seeoffizier und Stabsoffizier und fungierte als Kapitän zur See (Captain) in der Admiralität von September 1960 bis September 1961 zunächst als Leiter der Abteilung Artillerie und Flugabwehr (Director of Gunnery and Anti-Aircraft Warfare) sowie im Anschluss zwischen Dezember 1961 und September 1963 als Leiter der Abteilung Marineplanung (Director of Naval Plans). Im Mai 1964 wurde er Kommandant (Commanding Officer) des im August 1963 in Dienst gestellten Lenkwaffenzerstörers HMS Kent und hatte dieses Kommando bis Juni 1965 inne. 1965 wechselte er in das 1964 gegründete Verteidigungsministerium (Ministry of Defence) und war dort bis 1968 Leiter der Abteilung Marinebewaffnung (Director-General, Weapons (Naval)). Für seine Verdienste wurde er 1967 Companion des Order of the Bath (CB).

### Aufstieg zum Admiral und Lord Lieutenant der Grafschaft Essex
Im Juli 1968 wurde Andrew Lewis als Konteradmiral (Rear-Admiral) Kommodore der Zerstörerflottille der Heimatflotte (Commander Destroyers/Flag Officer Flotillas, Home Fleet)und hatte dieses Kommando bis November 1969 inne. Daraufhin löste er als Vizeadmiral (Vice-Admiral) im März 1970 Admiral Sir Frank Twiss als Lord Commissioner of the Admiralty, Zweiter Seelord und Chef des Marinepersonals (Second Sea Lord and Chief of Naval Personnel) ab und verblieb in dieser Funktion bis Dezember 1971, woraufhin Admiral Sir Derek Empson ihn ablöste. In dieser Verwendung wurde er am 1. Januar 1971 zum Knight Commander des militärischen Zweiges des Order of the Bath (KCB) geschlagen, so dass er fortan den Namenszusatz „Sir“ führte. Darüber hinaus erfolgte am 21. August 1971 seine Beförderung zum Admiral. Zuletzt löste er im Mai 1972 Admiral Sir Horace Law als Oberkommandierender des Marineheimatkommandos (Commander-in-Chief, Naval Home Command) ab und verblieb auf diesem Posten bis zu seinem Ausscheiden aus dem aktiven Militärdienst im Juli 1974, woraufhin erneut Admiral Sir Derek Empson sein Nachfolger wurde. Zugleich fungierte er von 1972 bis 1974 als Flaggenadjutant (Flag Aide-de-Camp) von Königin Elisabeth II.
Nach seinem Eintritt in den Ruhestand fungierte Sir Andrew Lewis zunächst als Vorstandsvorsitzender des Wasserwerkes Essex Water Company sowie daraufhin der Essex and Suffolk Water Company. Er wurde 1975 zunächst Deputy Lieutenant (DL) der Grafschaft Essex und fungierte zudem zwischen 1976 und 1977 als Vorsitzender des Royal Navy Club of 1765 & 1785, der 1889 vereinigt wurde. Als Nachfolger von Oberst John Ruggles-Brise, 2. Baronet, of Spains Hall übernahm er 1978 die Posten als Lord Lieutenant und Custos Rotulorum der Grafschaft Essex und bekleidete diese bis zu seiner Ablösung durch Robin Neville, 10. Baron Braybrooke 1992. 1978 wurde er ferner auch Knight des Order of Saint John (KStJ).
Aus seiner am 9. Januar 1943 geschlossenen ersten Ehe mit Rachel Elizabeth Leatham (1918–1983) gingen zwei Söhne hervor. Nach dem Tode seiner ersten Frau heiratete er 1989 in zweiter Primrose Robinson, geborene Sadler−Phillips.